# ヨナヴォス・クラシュタス
『ヨナヴォス・クラシュタス』（リトアニア語: Jonavos kraštas）は、ヨナヴァで発行されている地方紙。右派の新聞として、自由中道同盟や祖国同盟の支援を受けている。発行部数は9000部から1万部。無料。
編集長はギエドレ・ラマナウスカイテで、他にギンタウタス・ブルカス、ギンタス・ヤシウリョニス、エドムンダス・シマナイティス、ヴィータウタス・ヴェンツクーナス、ヴィルギニユス・ヴィズバラスが編集に携わる。